# Norstedts Förlag
Norstedts Förlag je nakladatelství ve Švédsku. Je to nejstarší švédské nakladatelství a jedno z největších v zemi. Nakladatelství založil roku 1823 Per Adolf Norstedt pod jménem P. A. Norstedt & Söner („P. A. Norstedt & synové“), kořeny nakladatelství jsou však ještě mnohem starší a sahají až do roku 1526.

## Historie
Nakladatelská činnost Per Adolfa Norstedta započala tím, že roku 1821 zakoupil tiskárnu od vdovy po J. P. Lindhovi. Tato společnosti má svůj původ až v Královské tiskařské společnosti, která byla založena roku 1526. Per Adolf Norstedt zapojil v roce 1823 do obchodní činnosti také své dva syny Carla a Adolfa a byla tak založena společnost pod jménem P. A. Norstedt & Söner. Společnost se stala zodpovědná za tisk královských publikací o deset let později.
Protože ani jeden ze synů neměl dědice, společnost později byla řízena Emilií Nostedtovou, neteří Per Adolfa, která se později provdala za velkoobchodníka Gustafa Philipa Laurina (1808–1859). Po jeho smrti byla společnost řízena jejich syny Göstou Laurinem (1836–1879), Carl Laurinem (1840–1917) a Albert Laurinem (1842–1878). Carl Laurin byl strojní inženýr a staral se tak o technické a tiskařské vybavení a byl současně finančním ředitelem společnosti.

## Nakladatelská činnost
Norstedts Publishing Group sestává z Norstedts, který vydává krásnou literaturu a literaturu faktu a od roku 1998 zahrnuje také Rabén & Sjögren, který vydává dětskou literaturu. Rabén & Sjögren bylo původně samostatné švédské nakladatelství, které založil roku 1942 Hans Rabén a Carl-Olof Sjögren. Nejúspěšnější tituly Rabén & Sjögren jsou knihy Astrid Lindgrenové, mezi další vydávané autory patří např. britská autorka Enid Blytonová nebo norský spisovatel Jostein Gaarder. Součástí skupiny je ještě několik dalších původně nezávislých nakladatelů, které skupina získala různými akvizicemi: Prisma, Nautiska Förlaget, Norstedts Akademiska, Tivoli, Eriksson & Lindgren, Tiden a Gammafon. Tyto části fungovali do roku 2009 pod svými původními názvy. Některé starší obchodní značky jako AWE / Gebers nebo PAN již zanikly.
Nakladatelská skupina má přes 100 zaměstnanců, v roce 2013 vydala přibližně 400 knih. V roce 2015 mělo nakladatelství obrat přibližně 435 miliónů SEK, čistý zisk asi 37 miliónů SEK a disponibilní hotovost cca 71 miliónů SEK. Je také vlastníkem nebo částečným vlastníkem několika knižních klubů.
Nakladatelství až do roku 2016 vlastnila Kooperativa Förbundet (švédské sdružení spotřebních družstev, sdružení bylo založeno již roku 1899). V roce 2016
bylo nakladatelství zakoupeno společností Storytel (která se zabývala vydáváním audioknih a e-knih) za 152 miliónů SEK. Výkonným ředitelem společnosti od srpna 2014 je Otto Sjöberg. Sídlo společnosti je v historické budově bývalé tiskárny Norstedtshuset na ostrově Riddarholmen v centru Stockholmu.

## Vydávaní autoři
Mezi švédské autory a autorky, jejichž knihy nakladatelství vydalo, patří Hjalmar Gullberg, Maria Lang, Stig Dagerman, Birgitta Stenberg, Pär Rådström, Elsa Grave, Ingmar Bergman, Per Olov Enquist, Agneta Pleijel, Torgny Lindgren, Astrid Lindgrenová, Barbro Lindgrenová, August Strindberg, Henning Mankell, Sigrid Combüchen, Anders Ehnmark, Mikael Niemi, Majgull Axelsson, Torbjörn Flygt, Carl-Henning Wijkmark, Jonas Hassen Khemiri, Frans G. Bengtsson, Kjell Espmark, Per Odensten, Jonas Gardell, Maj Sjöwallová – Per Wahlöö a Stieg Larsson.
Mezi vydávané zahraniční autory patří i několik nositelů Nobelovy ceny za literaturu: peruánský romanopisec a esejista Mario Vargas Llosa, francouzský spisovatel Jean-Marie Gustave Le Clézio, turecký spisovatel Orhan Pamuk, maďarský spisovatel Imre Kertész a americký hudebník Bob Dylan. Mezi další význačné vydávané autory patří např. Graham Greene, E. L. James, Michael Connelly, Suzanne Brøgger, J. R. R. Tolkien, Isabel Allende nebo Joanne Rowlingová.

## Budova staré tiskárny
Budova staré tiskárny (anglicky Norstedt Building, švédsky Norstedtshuset) se nachází na rohu ulic Norra Riddarholms a Arkivgatan na malém ostrově
Riddarholmen, který je součástí starého města Gamla stan. Budovu navrhl švédský architekt Magnus Isæus a postavena byla v letech 1882–1891. Její střecha s věžemi tvoří dobře známou siluetu v rámci panoramatu města, často bývá fotografováno společně s mostem Vasabron v popředí. Nedaleko (Akrivgatan 3) se rozkládá stylově podobná budova Gamla Riksarkivet: stará budova národního archívu (Říšského archívu).
V Norstedtshuset původně byla tiskárna nakladatelství, nyní slouží jako administrativní sídlo společnosti.

## Fotogalerie

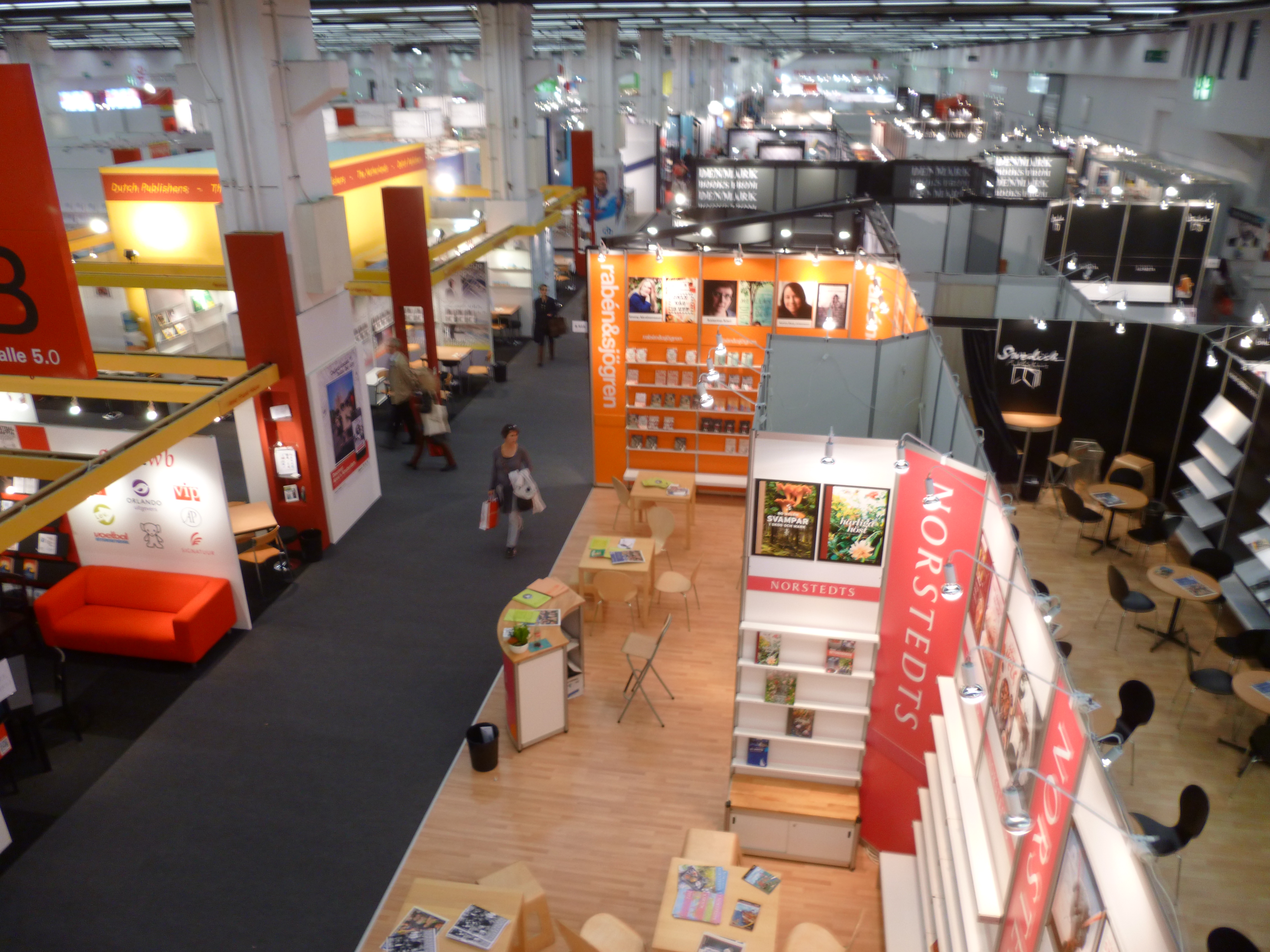
Norstedts Förlag na Frankfurtském knižním veletrhu
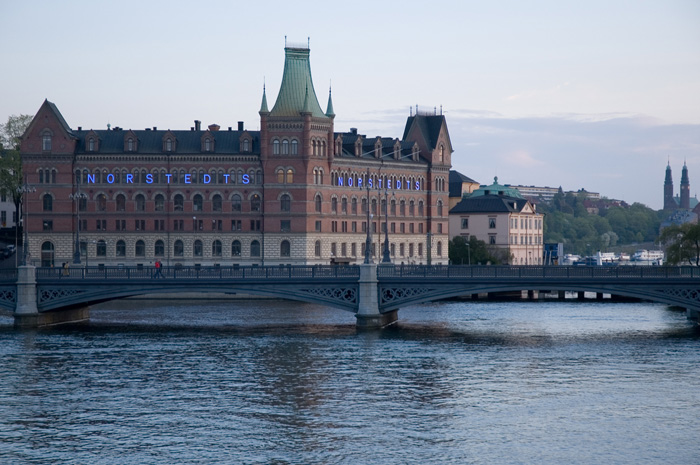
Norstedtshuset: budova staré tiskárny na Riddarholmen
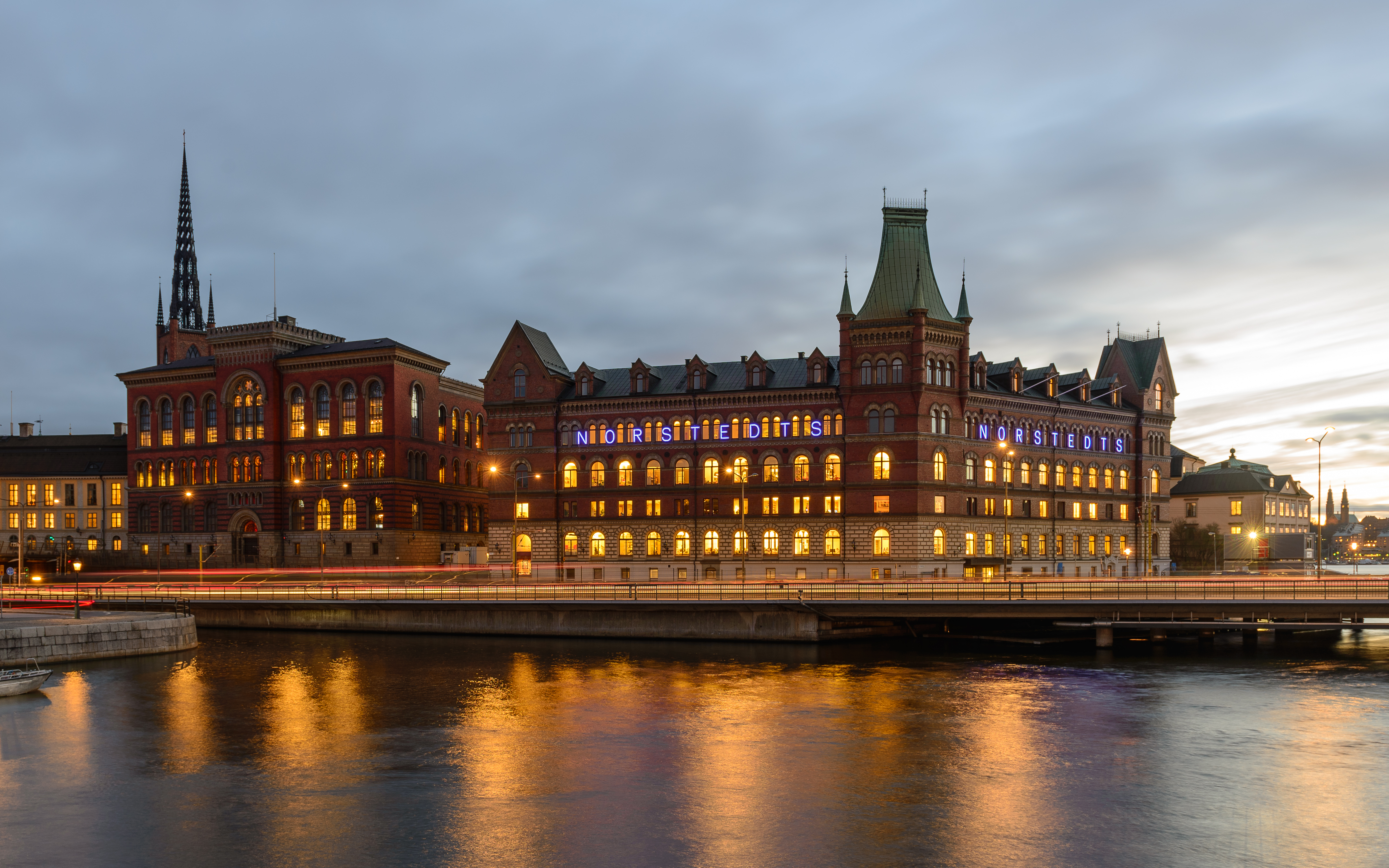
Norstedtshuset: noční pohled